# Bobby Campbell
Bobby Campbell, właśc. Robert McFaul Campbell (ur. 13 września 1956 w Belfaście, zm. 15 listopada 2016 w Huddersfield) – północnoirlandzki piłkarz występujący na pozycji napastnika.

## Kariera klubowa
Campbell zawodową karierę rozpoczynał w 1973 roku w angielskiej Aston Villi z Division Two. Przez część sezonu 1974/1975 przebywał na wypożyczeniu w Halifaxie Town (Division Three). W tym samym sezonie odszedł do Huddersfield Town z Division Three. W 1975 roku spadł z nim do Division Four. W Huddersfield spędził jeszcze 2 lata.
W 1977 roku Campbell przeszedł do Sheffield United z Division Two. Po roku odszedł do kanadyjskiego Vancouver Whitecaps. Jeszcze w tym samym roku wrócił do Anglii, gdzie ponownie został graczem klubu Huddersfield Town (Division Four). Na początku 1979 roku wrócił do Halifaxu Town, także grającego w Division Four. W tym samym roku trafił do australijskiego Brisbane City.
Pod koniec 1979 roku Campbell wrócił do Anglii, gdzie podpisał kontrakt z Bradfordem z Division Four. W 1982 roku awansował z nim do Division Three. W 1983 roku odszedł do Derby County (Division Two), ale jeszcze w tym samym roku wrócił do Bradfordu. W 1985 roku awansował z nim do Division Two. W 1986 roku odszedł do Wigan Athletic z Division Three. W 1988 roku zakończył karierę.

## Kariera reprezentacyjna
W reprezentacji Irlandii Północnej Campbell zadebiutował 28 kwietnia 1982 roku w zremisowanym 1:1 towarzyskim pojedynku ze Szkocją. W tym samym roku został powołany do kadry na mistrzostwa świata. Nie zagrał jednak na nich w żadnym meczu. Z tamtego turnieju Irlandia Północna odpadła po drugiej rundzie.
W drużynie narodowej Campbell rozegrał w sumie 2 spotkania, oba w 1982 roku.